# The Freddie Mercury Album
The Freddie Mercury Album (en español "El Álbum de Freddie Mercury) es un álbum recopilatorio que contiene las grabaciones 1984 a 1988 del cantante británico Freddie Mercury, lanzado el 16 de noviembre de 1992 por Parlophone. El álbum fue publicado un año después de su fallecimiento de Mercury en 1991 por complicación del Sida, recopilando los grandes éxitos del mismo cantante.
El disco alcanzó el puesto n.º 4 en listas británicas y permaneció durante 14 semanas, alcanzando el Disco de Oro en Inglaterra. 
Está compuesto por 11 canciones solistas de Mercury, recopiladas de toda su carrera como solista entre 1984 - 1988, incluyendo versiones del álbum Mr. Bad Guy especialmente remezcladas para esta edición. Del disco se editaron dos singles, una reedición de "The Great Pretender" y "Living on My Own" (Radio Mix), este último llegó a ser el primer y único n°1 de Freddie Mercury en su carrera, de manera póstuma. 
En Estados Unidos y Canadá se editó, días después de este trabajo, un disco llamado The Great Pretender, muy similar, pero con más temas remezclados. 

## Lista de canciones
| N.º | Título                   | Compositor(es)                       | Duración |  |
| 1.  | «The Great Pretender»    | Buck Ram                             | 3:28     |  |
| 2.  | «Foolin' Around»         | Freddie Mercury                      | 3:36     |  |
| 3.  | «Time»                   | Dave Clark y John Christie           | 3:50     |  |
| 4.  | «Your Kind of Lover»     | Mercury                              | 3:59     |  |
| 5.  | «Exercises in Free Love» | Mercury/Mike Moran                   | 3:58     |  |
| 6.  | «In My Defence»          | Dave Clark/Jeff Daniels/David Soames | 3:52     |  |
| 7.  | «Mr. Bad Guy»            | Mercury                              | 3:56     |  |
| 8.  | «Let's Turn It On»       | Mercury                              | 3:46     |  |
| 9.  | «Living on My Own»       | Mercury                              | 3:39     |  |
| 10. | «Love Kills»             | Mercury/Giorgio Moroder              | 4:29     |  |
| 11. | «Barcelona»              | Mercury/Moran                        | 5:37     |  |

## Posiciones
| País        | Lista    | Lista           | Ventas              |
|             | Posición | Semanas al Aire | Certificaciones     |
| ----------- | -------- | --------------- | ------------------- |
| Italia      | 1        | 7               |                     |
| Austria     | 2        | 16              | RIAA: Platino       |
| Alemania    | 3        |                 | RIAA: Platino       |
| Reino Unido | 4        | 14              | RIAA: Doble Platino |
| Holanda     | 8        | 30              |                     |
| Suiza       | 8        | 12              | RIAA: Platino       |
| Japón       | 64       | 6               |                     |